# Kosrae
Kosrae (în trecut: Kusaie) este o insulă în Micronezia și parte din Statele Federate ale Microneziei.
Cu o populație de 7.317 (la recensământul din 1994), Kosrae este cea mai estică insulă din Arhipelagul Carolina. Insula este sitaută la 590 kilometri (370 mile) de ecuator, între Guam și Insulele Hawaii, cu o suprafață de 110 km².